# Defensa Owen
La defensa Owen (també coneguda com a defensa del fianchetto de dama o com a defensa grega) és una poc comuna obertura d'escacs caracteritzada pels moviments:
1.e4 b6
Jugant 1...b6, les negres preparen el fianchetto de l'alfil de dama, que participarà així en la lluita pel centre. L'altra cara d'aquest pla és que les blanques poden ocupar el centre amb peons i guanyar avantatge d'espai. A més a més, 1...b6 no prepara l'enroc al flanc de rei (com si ho faria 1...g6), i és més difícil per les negres augmentar la pressió al centre amb ...f5, que afebleix el flanc de rei, del que ho seria la jugada corresponent al flanc de dama, ...c5 després de 1...g6. D'acord amb aquest criteri, la defensa Owen tindria una dubtosa reputació.
En lloc de fianquetar, les negres poden també jugar el seu alfil a la diagonal a6–f1 (la defensa Guatemala).
La defensa Owen és classificada sota el codi B00 per l'Enciclopèdia d'Obertures d'Escacs.